# أدولف أوت
أدولف أوت (و. 1904 – 1973 م) هو ضابط من الإمبراطورية الألمانية، وألمانيا النازية، وألمانيا الغربية، كان عضوًا في الحزب النازي، كان عضوًا في شوتزشتافل، توفي عن عمر يناهز 69 عاماً.